# 帕氏冠海龍
帕氏冠海龍（学名：Corythoichthys paxtoni），为輻鰭魚綱棘背魚目海龍魚科的其中一種，分布於西太平洋區的澳洲及新喀里多尼亞海域，棲息深度可達18公尺，體長可達13.4公分，棲息在珊瑚礁區，卵胎生。